# Ineke Pijn
Ineke Pijn (Den Haag, 30 januari 1957 – Utrecht, 2 juni 2019) was een Nederlandse schilderes. Haar specialisaties waren het portret en stilleven. Haar benadering varieerde van impressionistisch naar realistisch. De nadruk lag op de samenhang tussen vorm en kleur, gericht op de karakteristiek van de persoon of de objecten.

## Opvoeding
Ineke pijn was het vierde en laatste kind van het kunstenaarsechtpaar Mia van der Hoeven en Piet Pijn. In 1964 verhuisde de familie van Den Haag naar Groningen. Haar vader gaf daar van 1963 tot 1984 les aan de academie voor beeldende kunsten Minerva. Later zou hij de aartsvader van de noordelijke realisten '' genoemd worden.
Ineke behaalde haar havo diploma in 1975 aan het Maartens college te Haren. Aansluitend bezocht ze de avondopleiding aan de ABK Minerva en kreeg ze gedurende twee jaar privélessen van haar vader. In 1977 ging ze naar de dagschool van de ABK Minerva en bezocht daar de vrije afdeling schilderen.
Op 23-jarige leeftijd, nog tijdens het vierde jaar van haar studie, had ze haar eerste solo tentoonstelling in het cultureel centrum de Graanschuur in Zoetermeer. De tentoonstelling werd geopend door Maarten 't Hart. Haar werk werd meteen goed ontvangen: "De geschilderde portretten van befaamde portrettisten ook van Ineke Pijn geven meer dan gelijkenis. Het is onmiskenbaar een scherp oog voor essentie van de persoonlijkheid in de stoel, alsmede het eigen karakter van de portrettist, waardoor haar portretten opvallen en de aandacht gevangen houden. De stilleven lijken daarentegen veel meer uitingen van eigen gevoelsleven." 

In 1981 slaagde zij cum laude aan de ABK Minerva. Haar docenten waren naast Piet Pijn, Diederik Kraaijpoel, Matthijs Roling en Wout Muller. In datzelfde jaar deed ze mee aan een tentoonstelling van de eerste Leidse Kunststichting ELK Art waar ze de publieksprijs won.

## Loopbaan
Na haar verhuizing in 1985 naar Utrecht, stelde Ineke jarenlang haar werk meermaals per jaar tentoon bij kunsthandel Ina Broerse. Vooral haar grote stillevens spraken Ina Broerse erg aan en gaven haar de mogelijkheid zeven solo tentoonstellingen daar te houden.
Ook als portrettist bleef Ineke actief. Samen met 10 andere portrettisten richtte ze in 1990 de vereniging Het Portretschap op. Ineke heeft tot het eind van haar leven en zelfs daarna meegedaan aan alle tentoonstellingen die door Het Portretschap zijn georganiseerd. Tevens was ze ook jarenlang bestuurslid van deze vereniging.
In de loop van de negentiger jaren kreeg Ineke steeds meer portretopdrachten, ook omdat ze met haar werk een vast onderdeel uitmaakte van de Portretwinkel in Haarlem die in 1994 werd geopend. 
Daarnaast bleef ze stillevens schilderen en exposeerde ze op verschillende plaatsen, onder andere had ze een solotentoonstelling in Galerie Herenstraat 7: "Haar stillevens getuigen van grote gedrevenheid, ze schroomde het grote oppervlak niet wat getuigt van lef en allure. Het is met name het bijzondere spel van grote kleden en lappen dat haar werk zo bijzonder maakt", stond er in 1994 in het Fries Dagblad geschreven.
Na de dood van haar broer in 1998 veranderde het onderwerp van haar stillevens. In plaats van kleurig glaswerk, koperwerk en fel gekleurde doeken stonden nu takken in het middelpunt van haar werk. Na 2002 kregen haar stillevens een veel kleiner formaat en ging het steeds meer om de eigen symbolische waarde die Ineke de door haar geschilderde objecten, vaak vruchten, stukjes hout en schelpen, toekende. Titels  als 'Toenadering' of 'Spanningsboog' onderstrepen dit duidelijk.
Ineke zelf licht dit naar aanleiding van een duo tentoonstelling in het gemeentehuis van Landsmeer in 2006 zelf als volgt toe, " Voor wie daar voor open wil staan speel ik een spel met vormen en kleuren. Waardoor in zekere zin een verhaal uit de symbolische ingrediënten naar voren komt. Zo duidt het door mij gebruikte rood bijvoorbeeld op kracht en energie terwijl groen rust uitstraalt."   Ook met dit werk bleef ze exposeren o.a.  bij Leo van Heijningen in Den Haag en het Rosa Spier Huis te Laren.
Als in 2002 haar vader sterft betekent dit voor Ineke een groot verlies. Na de dood van haar moeder in 2004 wordt de Piet Pijn stichting opgericht, waar Ineke met volle inzet steeds aan mee heeft gewerkt.
Nadat de Portretwinkel in 2010 verkocht werd aan Morren Galleries en deze naar de Oude Gracht in Utrecht verhuisde, bleef Ineke voor deze werken en ontving zij ook hier vele portretopdrachten.
Begin 2016 bleek Ineke kanker te hebben waarvoor zij zich in datzelfde jaar liet opereren, gevolgd door een aantal chemokuren. In augustus 2018 voltooide Ineke haar laatste portretopdrachten.

## Werk
Na haar te vroege dood in 2019 schreef de Portretwinkel van Morren Galleries op Facebook: "Trots zijn wij op het feit dat wij Ineke zo veel jaren mochten vertegenwoordigen en dankbaar zijn we voor al die mooie portretten die zij in opdracht voor de Portretwinkel met zoveel overgave en vakmanschap schilderde. Haar schilderijen kenmerken zich door een losse toets en volle heldere kleuren. Alles in haar werk is levendig en vibrerend door de bijna impressionistische werkwijze en haar unieke kleurgebruik. Ineke had een zeer eigen en herkenbare signatuur." 

## Stichting
In 2004 werd de Stichting Piet Pijn opgericht. Deze heeft tot doel het werk van Piet Pijn te beheren, te conserveren en tentoon te stellen. Een deel van Ineke haar werk is na haar dood opgenomen in de Piet Pijn Stichting.

## Tentoonstelling
In november 2020 is er werk van Ineke Pijn en haar vader Piet Pijn te zien in het Karmelklooster te Drachten.